# Björn Sandborgh

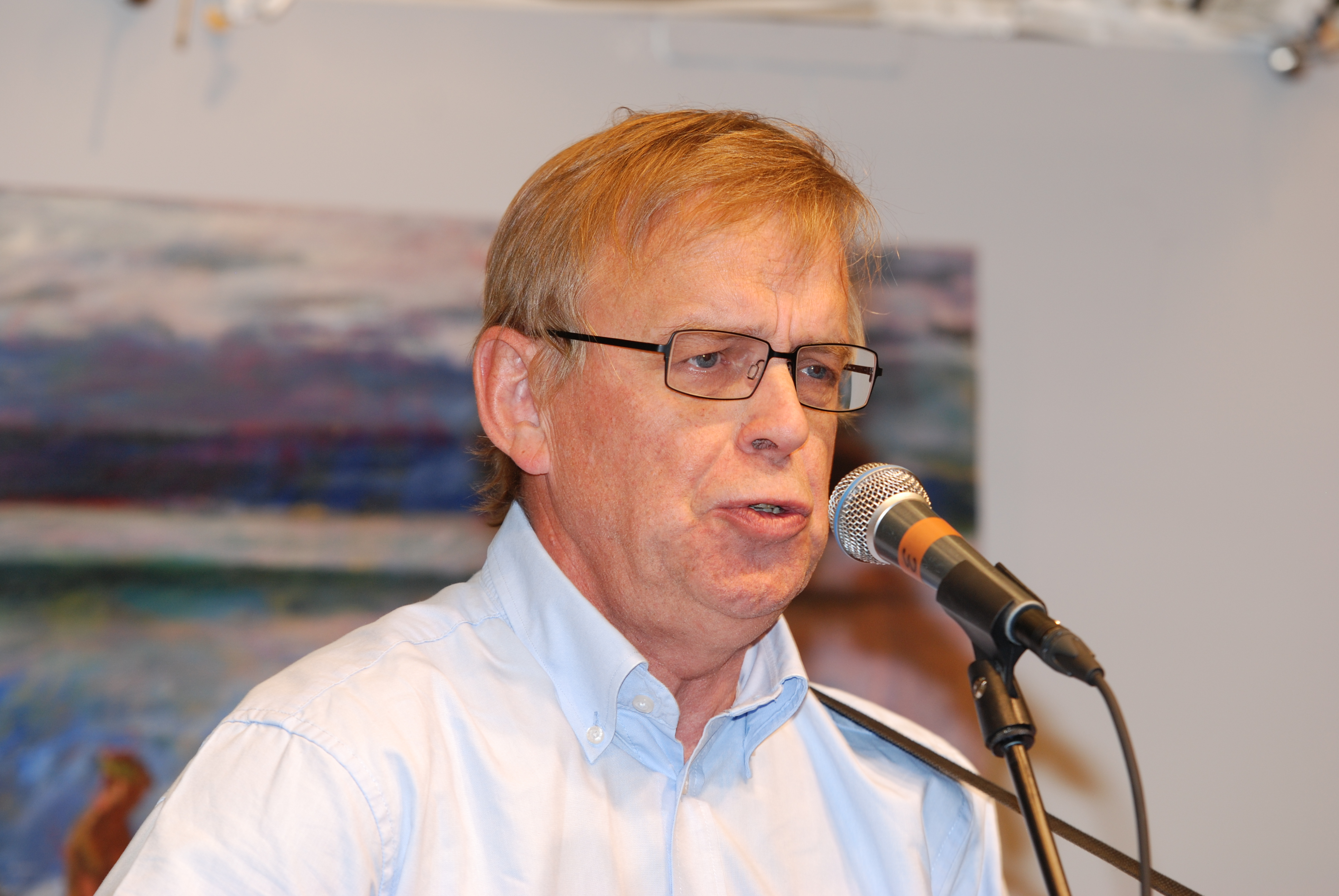
Björn Sandborgh 2013.

Björn Sandborgh, född 15 mars 1948 i Östmark, är en svensk ämbetsman och vissångare.
Sandborgh har varit länsråd i länsstyrelsen i Värmlands län samt tillförordnad landshövding i Värmlands län 2002–2003.[källa behövs] Han är även känd för att framträda som vissångare med tonsatta verk av värmländska poeter.